# Yussra El Abdouni
Yussra El Abdouni (* 12. Februar 2003) ist eine schwedische Schauspielerin.

## Leben und Karriere
Yussra El Abdouni wurde am 12. Februar 2003 geboren. Ihr Debüt gab sie 2015 in dem Kurzfilm Catwalk. 2020 spielte sie in der Serie Kalifat mit. Im selben Jahr bekam sie in dem Film Berts Katastrophen die Hauptrolle. 2022 wurde sie für den Film Håkan Bråkan gecastet. Unter anderem war sie in der Fernsehserie Snabba cash zu sehen. Ihre nächste Hauptrolle bekam Abdouni in Flykten till Östermalm.

## Filmografie
Filme
- 2020: Berts Katastrophen (Berts dagbok)
- 2022: Håkan Bråkan

Serien
- 2020: Kalifat (7 Folgen)
- 2021: Schnelles Geld (Snabba Cash, 6 Folgen)
- 2022–2023: Alla vi Karlssons (7 Folgen)
- 2023–2024: Flykten till Östermalm (16 Folgen)
- 2023: Ingen ängel (4 Folgen)
- 2024: Veronika: Zeugen aus dem Jenseits (Veronika, 1 Folge)